# NGC 2984
NGC 2984 je galaksija u zviježđu Lavu.

## Vanjske poveznice
- SEDS: NGC 2984